# Steinchisma spathellosum
Steinchisma spathellosum là một loài thực vật có hoa trong họ Hòa thảo. Loài này được (Döll) Renvoize miêu tả khoa học đầu tiên năm 1987.